# UFC Fight Night: Оверим vs. Харрис
UFC Fight Night: Оверим vs. Харрис (англ. UFC Fight Night: Overeem vs. Harris, также известный как UFC Fight Night 172 и UFC on ESPN+ 30) был запланированным турниром по смешанным единоборствам, организованным Ultimate Fighting Championship, который первоначально планировалось провести 11 апреля 2020 года на спортивной арене «Moda Center» в городе Портленд, штат Орегон, США. Из-за пандемии COVID-19 событие в конечном итоге было отменено.

## Подготовка турнира
Турнир станет третьим, который промоушн организует в Портленде после UFC 102 в августе 2009 года и UFC Fight Night: Lineker vs. Dodson в октябре 2016 года.
Главным событием турнира стал бой между бывшим чемпионом мира K-1 2010 года, чемпионом Strikeforce в тяжелом весе и претендентом на чемпионский титул UFC в тяжелом весе Алистаром Оверимом (#8 в рейтинге) и Уолтом Харрисом (#9 в рейтинге). Ранее было запланировано, что бой этой пары бойцов станет главным боем турнира UFC on ESPN 7 в декабре 2019 года. Однако Харрис вышел из боя в начале ноября, сославшись на исчезновение и смерть своей падчерицы в её родном штате Алабама.

#### Изменения карда
Бой в среднем весе между Дереком Брансоном и Эдменом Шахбазяном был запланирован на UFC 248. Однако 20 февраля было объявлено, что бой был перенесен на более поздний срок и будет выступать в качестве одного из основных боёв этого турнира.
На турнире был запланирован бой в среднем весе между Абу Азайтаром и Алессио Ди Кирико. Однако Азайтар был снят с соревнований по неизвестной причине, и его заменил Маркус Перес.

#### Пандемия COVID-19
В связи с пандемией коронавирусной инфекции COVID-19 UFC приняла решение о переносе места проведения турнира в связи с запретом штата Орегон на проведение мероприятий с посещаемостью 250 и более человек. Согласно официальному заявлению UFC, турнир планировалось провести в ранее запланированную дату в UFC APEX в Лас-Вегасе без участия зрителей. Однако, 16 марта было объявлено, что проведение турнира полностью отменяется после того, как письмо Дэйны Уайта сотрудникам было доведено до сведения общественности.UFC также отменил два мероприятия, запланированные на 21 марта и 26 марта. 24 марта Уайт заверил, что все отмененные бои будут перенесены на будущие события.

## Анонсированные бои
| Файткард | Файткард             | Файткард                            | Файткард | Файткард | Файткард                               | Файткард | Файткард | Файткард                                                                               |
| -------- | -------------------- | ----------------------------------- | -------- | -------- | -------------------------------------- | -------- | -------- | -------------------------------------------------------------------------------------- |
| 1        | Тяжёлый вес          | Алистар Оверим (Alistair Overeem)   | #8       | vs.      | Уолт Харрис (Walt Harris)              | #9       | [ 7 ]    | Бой перенесён на обновлённый турнир UFC on ESPN 8 в качестве заглавного боя            |
| 2        | Жен. минимальный вес | Карла Эспарса (Carla Esparza)       | #7       | vs.      | Мишель Уотерсон (Michelle Waterson)    | #8       | [ 8 ]    | Бой перенесён на UFC 249                                                               |
| 3        | Полусредний вес      | Висенте Луке (Vicente Luque)        | #14      | vs.      | Рэнди Браун (Randy Brown)              |          | [ 9 ]    | Луке перенесён для боя с Нико Прайсом на UFC 249                                       |
| 4        | Средний вес          | Эрик Андерс (Eryk Anders)           |          | vs.      | Кшиштоф Йотко (Krzysztof Jotko)        |          | [ 10 ]   | Бой перенесён на обновлённый турнир UFC on ESPN 8                                      |
| 5        | Средний вес          | Маркус Перес (Markus Perez)         |          | vs.      | Алессио ди Кирико (Alessio Di Chirico) |          | [ 11 ]   | Бой отменён                                                                            |
| 6        | Полусредний вес      | Нико Прайс (Niko Price)             |          | vs.      | Муслим Салихов                         |          | [ 12 ]   | Прайс перенесён для боя с Висенте Луке на UFC 249                                      |
| 7        | Средний вес          | Дерек Брансон (Derek Brunson)       | #8       | vs.      | Эдмен Шахбазян (Edmen Shahbazyan)      | #9       | [ 13 ]   | Бой отменён                                                                            |
| 8        | Лёгкий вес           | Тристан Коннелли (Tristan Connelly) |          | vs.      | Алекс да Силва (Alex da Silva)         |          | [ 14 ]   | Бой отменён                                                                            |
| 9        | Средний вес          | Коул Уильямс (Cole Williams)        |          | vs.      | Филип Роу (Philip Rowe)                | д        | [ 15 ]   | Бой отменён                                                                            |
| 10       | Жен. легчайший вес   | Джулия Авила (Julia Avila)          |          | vs.      | Кароль Роса (Karol Rosa)               |          | [ 16 ]   | Бой перенесён на оригинальный турнир UFC Fight Night: Херманссон vs. Вайдман (отменён) |
| 11       | Тяжёлый вес          | Донтэйл Мэйс (Don’Tale Mayes)       |          | vs.      | Родригу Насименту (Rodrigo Nascimento) | д        | [ 17 ]   | Бой перенесён на обновлённый турнир UFC on ESPN 8                                      |
| 12       | Лёгкий вес           | Дави Рамус (Davi Ramos)             |          | vs.      | Арман Царукян                          |          | [ 18 ]   | Бой отменён                                                                            |

### Комментарии
1. ↑  Второе название отменённого турнира UFC Fight Night: Вудли vs. Эдвардс - UFC Fight Night 171. Так как он отменён официально UFC Fight Night 171 стало вторым названием для турнира UFC Fight Night: Смит vs. Тейшейра